# Гарпер (Канзас)
Гарпер (англ. Harper) — місто (англ. city) в США, в окрузі Гарпер штату Канзас. Населення — 1313 особи (2020).

## Географія
Гарпер розташований за координатами 37°17′6″ пн. ш. 98°1′40″ зх. д. / 37.28500° пн. ш. 98.02778° зх. д. (37.285101, -98.027667).  За даними Бюро перепису населення США в 2010 році місто мало площу 4,22 км², уся площа — суходіл.

## Демографія
Згідно з переписом 2010 року, у місті мешкали 1473 особи в 624 домогосподарствах у складі 385 родин. Густота населення становила 349 осіб/км².  Було 742 помешкання (176/км²).
Расовий склад населення:
| - 92,2 % — білих - 1,3 % — корінних американців - 0,5 % — вихідців з тихоокеанських островів - 0,2 % — чорних або афроамериканців - 0,1 % — азіатів - 4,8 % — осіб інших рас |

До двох чи більше рас належало 1,0 %. Частка іспаномовних становила 10,0 % від усіх жителів.
За віковим діапазоном населення розподілялося таким чином: 25,1 % — особи молодші 18 років, 55,8 % — особи у віці 18—64 років, 19,1 % — особи у віці 65 років та старші. Медіана віку мешканця становила 40,3 року. На 100 осіб жіночої статі у місті припадало 101,0 чоловіків;  на 100 жінок у віці від 18 років та старших — 94,9 чоловіків також старших 18 років.
Середній дохід на одне домашнє господарство  становив 53 533 долари США (медіана — 46 750), а середній дохід на одну сім'ю — 61 700 доларів (медіана — 52 246). Медіана доходів становила 36 094 долари для чоловіків та 27 404 долари для жінок. За межею бідності перебувало 11,6 % осіб, у тому числі 14,1 % дітей у віці до 18 років та 11,3 % осіб у віці 65 років та старших.
Цивільне працевлаштоване населення становило 710 осіб. Основні галузі зайнятості: освіта, охорона здоров'я та соціальна допомога — 30,3 %, виробництво — 19,0 %, роздрібна торгівля — 12,4 %, будівництво — 8,6 %.